# 제10회 가치봄영화제
제10회 가치봄영화제는 2009년 9월 21일에 열린 시상식이다.

## 수상 및 후보

### 대상
- 조금 불편한 그다지 불행하지 않은 0.24 - 임덕윤 수상

### 금상
- 산책가 - 김영근 수상

### 은상
- 오디션 - 김성준 외 1명 수상

### 동상
- 거칠고, 힘들고, 슬프다 - 최윤태 수상
- 아이즈 - 엄세현 외 2명 수상

### 감독상
- 재미없게 봐주세요 - 이창환 수상

### 시나리오상
- 훌 - 양기원 수상

### 작품상
- 유치찬란한 신데렐라 - 이종우 수상

### 상영작
- Act Of Life - 임호경
- 외계소년 - 임향민
- 룸메이트 정협이와 재식이 - 최수영
- 복자의 외출 - 윤복자
- 라미가 가는 길 - 주라미
- 함께 산다는 것 - 강희숙
- 우리도 해냈다 - 이병석
- 자생원의 하루 - 신태식
- 들을 수 없는 문 - 손미나 외1명
- 우리에게도 희망이 있다 - 나예찬 외1명
- 아르바이트 - 오보배 외1명
- 그림일기 - 정은철
- 찢겨진 실내화의 진실 - 김현명
- 대답 - 우지양
- 작은 새의 날개 짓 - 김수미
- 거칠고, 힘들고, 슬프다 - 최윤태
- 로인 - 권현주
- 그들만의 축제 - 강우영
- Disorderly Food Chain - 김은원
- 하루 - 유승권
- 여정 - 송호천
- 당신이 고용주라면 시각장애인을 고용하시겠습니까? - 노동주
- 푸른 바다 위의 파도 - 윤숙경
- 단무지 - 윤한민
- 우리도 전화를 할 수 있어요 - 송형준
- 달팽이의 꿈 희망이 달린다 - 신미숙
- DEAF A.I - 박재현
- 평등의 출근 - 김기정
- 그를 찾아서 - 정윤석
- 소금 이야기 - 김민철
- 노들의 봄 - 이다솜
- 네발인생 - 김승일
- 프렌즈 - 임덕윤
- 산책가 - 김예영
- 라스트 메모리 - 이성관
- 아이즈 - 엄세현 외2명
- 나홀로 집에 - 정해선
- 내 인생은 오뚝이처럼 - 강민산
- 훌 - 양기원
- 유치찬란한 신데렐라 - 이종우
- 훼방꾼의 심정 - 오세섭
- 혁명 - 윤한민
- 독립만세 - 윤한민
- 학교가 없는 아이들 - 신홍식
- 망둥어 - 반주원
- 잘했어요? - 강세진
- 명수 , 연애사건 - 오진환
- 봉규네 농가족 - 서대승
- 뮤트 - 김송이
- 우리들만의 언어 - 이병찬
- 이방인 - 나채형
- 바람만 안 불면 괜찮은 공기 - 정재웅
- 세발자전거 - 이정휘
- 말하고 있다 - 박지은
- 나의친구 - 손미숙
- 준표와 잔디 - 정영안
- 대화 - 이호재
- 카모밀레 - 최거창
- 이제는 그들은 말할 수 있어요 - 박경미
- 재미없게 봐주세요 - 이창환
- 재미있게 봐주세요 - 이창환
- 와우인이 와우인에게 - 박재현
- 꽃보다 남자 - 자림학교 미디어반 공동
- 누난 너무 예뻐 - 자림학교 미디어반 공동
- 그 날 이후 - 김주현
- 노란 종이비행기 - 조중헌
- 열정 - 정현성 외1명
- 버스타기 - 김규정
- 신기루 - 유승권
- 저항의 길 - 강현석
- 오디션 - 이제철 외1명